# Pierrepont-sur-Avre
Pierrepont-sur-Avre és un municipi francès situat al departament del Somme i a la regió dels Alts de França. L'any 2007 tenia 544 habitants.

## Demografia

### Població

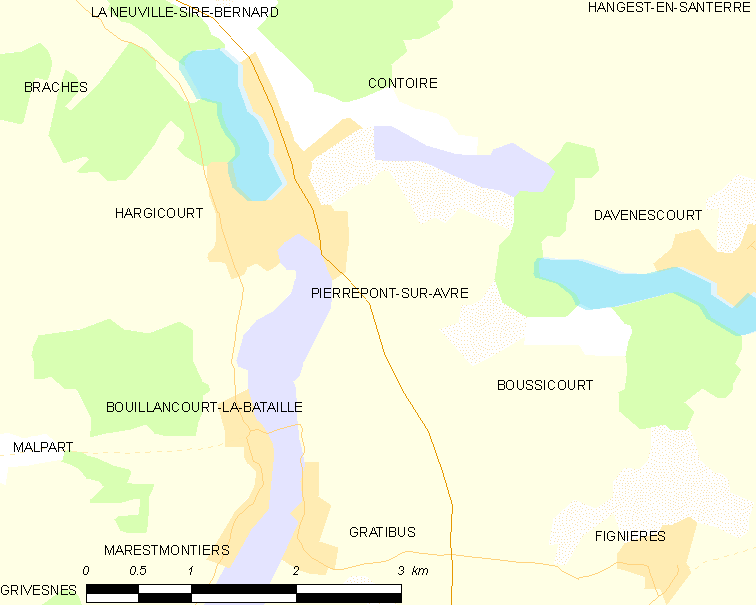

El 2007 la població de fet de Pierrepont-sur-Avre era de 544 persones. Hi havia 196 famílies de les quals 40 eren unipersonals (16 homes vivint sols i 24 dones vivint soles), 68 parelles sense fills, 80 parelles amb fills i 8 famílies monoparentals amb fills.
La població ha evolucionat segons el següent gràfic:
Habitants censats

### Habitatges
El 2007 hi havia 230 habitatges, 205 eren l'habitatge principal de la família, 13 eren segones residències i 12 estaven desocupats. 218 eren cases i 9 eren apartaments. Dels 205 habitatges principals, 167 estaven ocupats pels seus propietaris, 35 estaven llogats i ocupats pels llogaters i 3 estaven cedits a títol gratuït; 1 tenia una cambra, 6 en tenien dues, 33 en tenien tres, 52 en tenien quatre i 113 en tenien cinc o més. 161 habitatges disposaven pel capbaix d'una plaça de pàrquing. A 79 habitatges hi havia un automòbil i a 112 n'hi havia dos o més.

### Piràmide de població

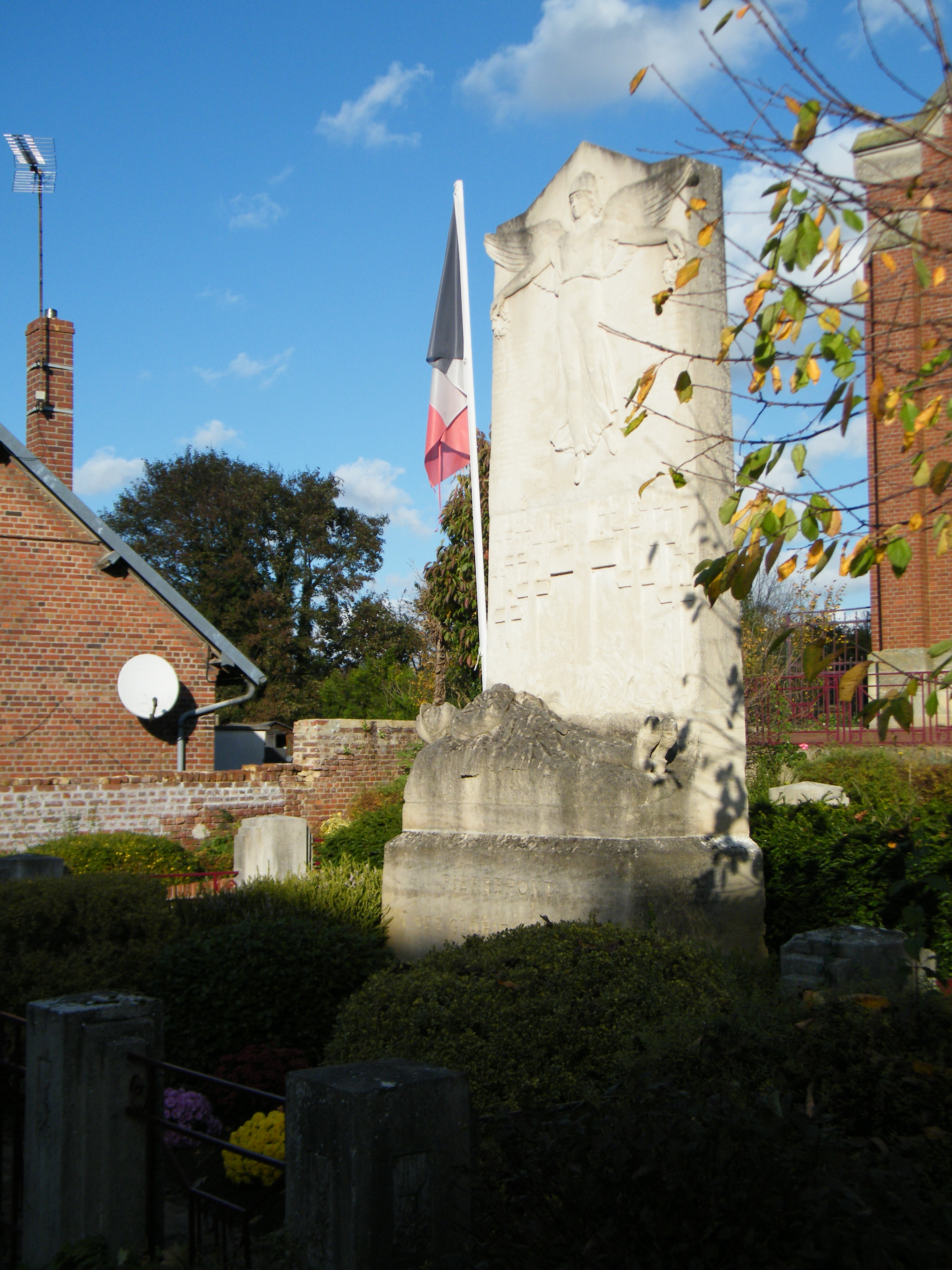

La piràmide de població per edats i sexe el 2009 era:
| Homes | Edats   | Dones |
| ----- | ------- | ----- |
| 0     | 95 o +  | 0     |
| 0     | 90 a 94 | 0     |
| 0     | 85 a 89 | 4     |
| 0     | 80 a 84 | 0     |
| 12    | 75 a 79 | 8     |
| 8     | 70 a 74 | 4     |
| 16    | 65 a 69 | 4     |
| 12    | 60 a 64 | 16    |
| 12    | 55 a 59 | 24    |
| 12    | 50 a 54 | 8     |
| 24    | 45 a 49 | 16    |
| 8     | 40 a 44 | 20    |
| 36    | 35 a 39 | 12    |
| 16    | 30 a 34 | 24    |
| 16    | 25 a 29 | 24    |
| 12    | 20 a 24 | 4     |
| 8     | 15 a 19 | 20    |
| 4     | 10 a 14 | 16    |
| 24    | 5 a 9   | 12    |
| 16    | 0 a 4   | 16    |

## Economia

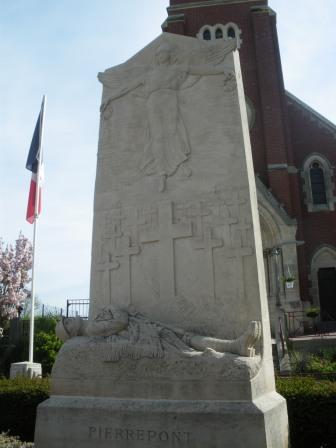

El 2007 la població en edat de treballar era de 353 persones, 276 eren actives i 77 eren inactives. De les 276 persones actives 245 estaven ocupades (139 homes i 106 dones) i 31 estaven aturades (12 homes i 19 dones). De les 77 persones inactives 29 estaven jubilades, 27 estaven estudiant i 21 estaven classificades com a «altres inactius».

### Ingressos
El 2009 a Pierrepont-sur-Avre hi havia 207 unitats fiscals que integraven 545 persones, la mediana anual d'ingressos fiscals per persona era de 17.449 €.

### Activitats econòmiques

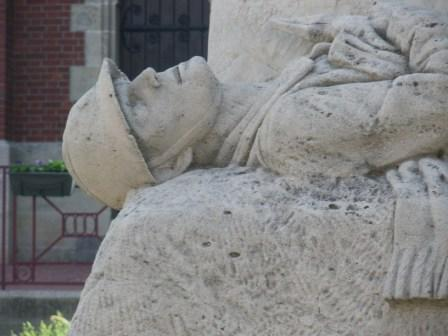

Dels 22 establiments que hi havia el 2007, 2 eren d'empreses extractives, 1 d'una empresa alimentària, 3 d'empreses de fabricació d'altres productes industrials, 5 d'empreses de construcció, 1 d'una empresa de comerç i reparació d'automòbils, 2 d'empreses de transport, 2 d'empreses de serveis, 4 d'entitats de l'administració pública i 2 d'empreses classificades com a «altres activitats de serveis».
Dels 8 establiments de servei als particulars que hi havia el 2009, 1 era una oficina de correu, 2 paletes, 1 fusteria, 2 lampisteries i 2 perruqueries.
L'únic establiment comercial que hi havia el 2009 era una fleca.
L'any 2000 a Pierrepont-sur-Avre hi havia 3 explotacions agrícoles.

## Equipaments sanitaris i escolars
L'únic equipament sanitari que hi havia el 2009 era una farmàcia.
El 2009 hi havia una escola elemental integrada dins d'un grup escolar amb les comunes properes formant una escola dispersa.

## Poblacions més properes
El següent diagrama mostra les poblacions més properes.